# Tom Patterson
Tommie J. "Tom" Patterson (Midland, Texas, 15 de octubre de 1948-febrero de 1982) fue un jugador de baloncesto estadounidense que disputó dos temporadas en la NBA. Con 1,98 metros de estatura, jugaba en la posición de alero.

## Trayectoria deportiva

### Universidad
Tras pasar dos años en las Fuerzas Armadas de los Estados Unidos, jugó durante dos temporadas con los Tigers de la Universidad Baptista de Ouachita, en las que promedió 23,1 puntos y 13,8 rebotes por partido. Es el único jugador salido de su universidad en llegar a jugar en la NBA.

### Profesional
Fue elegido en la vigésimo quinta posición del Draft de la NBA de 1972 por Baltimore Bullets, y también por Utah Stars en el draft de la ABA, firmando por los primeros. En su primera temporada en el equipo fue el último jugador del banquillo, apareciendo únicamente en 24 partidos en los que promedió 2,4 puntos y 1,0 rebotes.
Al año siguiente el equipo cambió su denominación por la de Capital Bullets, pero únicamente disputó dos partidos antes de ser despedido.

## Estadísticas de su carrera en la NBA

### Temporada regular
| Temporada | Edad | Equipo            | Liga | P  | TIT | MIN | TC  | TCA | %TC  | 3P | 3PA | %3P | TL  | TLA | %TL  | R.OF. | R.DEF. | REB | ASIS | ROB | TAP | PER | FP  | PTS |
| 1972-73   | 24   | Baltimore Bullets | NBA  | 23 |     | 4.0 | 0.9 | 2.1 | .429 |    |     |     | 0.6 | 0.7 | .813 |       |        | 1.0 | 0.1  |     |     |     | 0.8 | 2.4 |
| 1973-74   | 25   | Capital Bullets   | NBA  | 2  |     | 4.0 | 0.0 | 0.5 | .000 |    |     |     | 0.5 | 1.0 | .500 | 0.5   | 0.5    | 1.0 | 1.0  | 0.0 | 0.0 |     | 0.0 | 0.5 |
| Total     |      |                   | NBA  | 25 |     | 4.0 | 0.8 | 2.0 | .420 |    |     |     | 0.6 | 0.7 | .778 | 0.5   | 0.5    | 1.0 | 0.2  | 0.0 | 0.0 |     | 0.7 | 2.2 |

### Playoffs
| Temporada | Edad | Equipo            | Liga | P | MIN | TCA | TC | 3PA | 3P | TLA | TL | R.OF. | REB | ASIS | ROB | TAP | PER | FP | PTS | %TC | %3P | %FT | MIN | PTS | REB | AST |
| 1972-73   | 24   | Baltimore Bullets | NBA  | 1 | 1   | 0   | 0  |     |    | 0   | 0  |       | 0   | 0    |     |     |     | 0  | 0   |     |     |     | 1.0 | 0.0 | 0.0 | 0.0 |
| Total     |      |                   | NBA  | 1 | 1   | 0   | 0  |     |    | 0   | 0  |       | 0   | 0    |     |     |     | 0  | 0   |     |     |     | 1.0 | 0.0 | 0.0 | 0.0 |